# اتوکار وایزه
اتوکار وایزه (انگلیسی: Ottokar Weise؛ زادهٔ نامشخص - درگذشته نامشخص) قایقران قایق بادبانی اهل آلمان بود.